# Ernest Lespinasse
Pour les articles homonymes, voir Lespinasse.
Ernest Lespinasse est un gymnaste artistique français né le 20 octobre 1897 à Hautmont et mort le 22 novembre 1927 à Hautmont.

## Biographie
Ernest Lespinasse, journalier de métier, remporte avec l'équipe de France de gymnastique la médaille de bronze au concours général par équipes aux Jeux olympiques d'été de 1920 à Anvers.
Il est décédé d'un accident de travail le 22 novembre 1927 à Hautmont. Pris dans l’engrenage d’une machine aux Forges de la Providence où il était employé en qualité de perceur, Lespinasse, marié et père d’un enfant, a eu la tête complètement broyée et est mort instantanément.